# (3718) Dunbar
(3718) Dunbar es un asteroide perteneciente al cinturón de asteroides, descubierto el 7 de noviembre de 1978 por Eleanor F. Helin y el también astrónomo Schelte John Bus desde el Observatorio del Monte Palomar, Estados Unidos.

## Designación y nombre
Designado provisionalmente como 1978 VS10. Fue nombrado Dunbar en honor al astrónomo estadounidense R. Scott Dunbar.